# Montana (часы)
Montana — марка наручных часов, пользовавшихся популярностью среди советского и постсоветского населения.

## История и происхождение часов
Часы появились на рынках и прилавках в конце 1980-х — начале 1990-х годов.
Внешний вид часов с их названием «Montana», изображением орла на обороте циферблата и надписью «USA» создавал впечатление, что они являются американским товаром. Однако это была маркетинговая хитрость «азиатских бизнесменов», чтобы увеличить спрос на эти часы. Настоящими производителями были Китай и Корея, но логотипа производителя на часах указано не было, так что выяснить, кто именно создал этот продукт, не удалось до сих пор.

## Особенности часов
- Электронный календарь.
- Секундомер, имевший функцию обратного отсчёта.
- Яркая по тем временам подсветка циферблата.
- Важным преимуществом среди электронных часов 1980-х годов был будильник из 16 различных мелодий. Данное количество было указано на самом экране часов, однако в действительности зачастую было всего восемь одноголосых трелей.

## Недостатки
- заедание кнопок
- могли «отставать» и не имели функции коррекции времени

## Цена
Цена часов «Монтана» на то время колебалась в пределах 70 советских рублей.

## Аналоги
Сегодняшней альтернативой легендарным наручным часам Montana становятся японский бренд Casio и их коллекция наручных часов «Vintage». Пластиковые корпуса моделей подчеркивают ретро-стиль 1980-х годов (например, наручные часы Casio A-168WA-1Q и Casio A-164WA-1).